# Automatic Writing
Automatic Writing è il primo album degli Ataxia, pubblicato nel 2004.
Il disco fa parte dei sei dischi realizzati da John Frusciante nel periodo 2004-2005.

## Tracce
1. Dust – 8:56
2. Another – 6:22
3. The Sides – 6:45
4. Addition – 10:15
5. Montreal – 12:24

## Formazione
- John Frusciante - chitarra, sintetizzatori e voce
- Joe Lally - basso, voce
- Josh Klinghoffer - batteria, voce